# 제너럴 인스트루먼트
제너럴 인스트루먼트(General Instrument, GI)는 펜실베이니아주 호샴에 본사를 둔 미국의 일렉트로닉스 제조업체로, 반도체 및 케이블 텔레비전 장비 전문 기업이었다. 이들은 1923년 뉴욕에서 전자제품 제조업체로 설립되었다. 1950년대에 회사는 모세스 샤피로의 지휘 아래 일련의 인수를 시작했다. 가장 주목할 만한 인수 중 하나는 1960년 제너럴 트랜지스터(General Transistor)를 인수한 것으로, 이는 GI가 트랜지스터, 그리고 나중에는 집적 회로(IC)의 주요 생산자가 되는 계기가 되었다. 1960년대 후반까지 회사는 주로 텔레비전 산업에 대한 매출에 의존했으며, 1967년 제로이드 일렉트로닉스 인수로 더욱 강화되었다.
회사는 지속적으로 시장을 변화시켰다. 1970년대에는 아메리칸 토탈라이저 인수를 통해 주로 장외발매소 시장에 집중했지만, 이 시장은 1970년대 후반에 상당한 경쟁에 직면했다. 이 시기에 GI는 마텔 인텔리비전 게임 콘솔에 사용된 CP1600, 다양한 디자인에 사용된 AY-3-8910 시리즈 사운드 칩, 그리고 2024년 기준으로도 생산 중인 PIC 마이크로컨트롤러를 포함한 IC로 잘 알려졌다. 또한 케이블 텔레비전 분야에서도 점점 더 활발하게 활동하여 1980년대 후반까지 이 시장의 주요 공급업체로 부상했다. 1987년에는 IC 사업부를 매각하여 마이크로칩 테크놀로지를 설립했으며, 이로 인해 거의 전적으로 텔레비전 시장에 의존하게 되었다.
GI는 고선명 텔레비전 개발의 주요 선두 주자가 되었다. 이 시장이 포화되기 시작하자 회사는 1997년에 세 부분으로 분할되었다. 콤스코프(CommScope)는 케이블 인프라 제품을, 넥스트레벨(NextLevel)은 소비자 텔레비전 부문을, 제너럴 반도체(General Semiconductor)는 전력 일렉트로닉스 제품을 인수했다. 넥스트레벨은 다음 해에 GI 이름을 인수했다. 이 새로운 GI는 2000년에 모토로라에 인수되었고, 모토로라는 다시 구글에 인수되었으며, 구글은 텔레비전 부문을 ARRIS에 분사했다. ARRIS는 2018년에 콤스코프에 인수되어, GI의 원래 텔레비전 사업부들이 다시 한 번 통합되었다. 제너럴 반도체는 계속해서 독립적으로 운영되고 있다.

## 역사
몬산토의 전 회장이었던 로버트 B. 샤피로의 아버지인 모세스 샤피로는 1969년부터 1975년까지 회장을 역임했다. 프랭크 G. 히키는 1975년부터 1990년까지, 도널드 럼즈펠드는 1990년부터 1993년까지 최고경영자를 역임했다.

### 샤피로 시대
회사는 1923년 뉴욕에서 전자제품 제조업체로 처음 설립되었다.
1950년대에 회장 모세스 샤피로는 주로 뉴욕 지역의 다양한 전자 회사들을 사들이기 시작했다. 초기 인수 중 하나는 라디오 제조업체인 F. W. Sickles Company로, 1951년에 완전히 합병되었다. 1957년 4월에는 Radio Receptor Company를, 1959년에는 Harris Transducer를 추가했으며, 가장 주목할 만한 인수 중 하나로 1960년 General Transistor를 마무리했다. 이들 대부분은 완전 소유의 독립 사업부로 운영되었다. 인수는 1960년대에도 계속되어 1966년 Signalite를, 1967년에는 Universal Controls와 아메리칸 토탈라이저를 추가했다. 더 큰 인수는 1967년 12월 제로이드 일렉트로닉스였는데, 이 회사는 주로 케이블 텔레비전 제품을 통해 텔레비전 관련 제품의 소비자 대상 브랜드가 되었다.
1970년에는 복합기업의 실적 부진 부분이 수익을 끌어내리기 시작하면서 일련의 정리해고와 규모 축소가 이루어졌다. 이의 일환으로 회사의 여러 케이블 텔레비전 방송국 지분은 주로 Jerrold 사업부를 통해 매각되었다. 회사의 재정 상태가 개선되자마자 다시 인수 경쟁이 시작되어 1975년까지 5개 회사를 추가로 인수했다. 이로 인해 회사는 연간 5억 달러 규모의 회사가 되었지만, 심각한 부채를 안게 되었다.

### 히키 시대
샤피로는 1975년에 은퇴하고 프랭크 히키가 그 자리를 이어받았다. 히키는 회사를 가장 수익성이 높은 두 시장, 즉 케이블 텔레비전과 게임에 집중시켰다. 게임 시장은 주로 경마장 시스템을 운영하던 아메리칸 토탈라이저 인수를 통해 이루어졌다. GI는 이를 장외발매소로 확장했으며, 1979년까지 북미 지역의 모든 장외 시스템의 90%를 공급했다.
1980년까지 히키는 실적 부진 사업부의 대부분을 매각했고, 회사 부채는 자산의 100%에서 20%로 감소했다. 아메리칸 토탈라이저의 성공은 컨트롤 데이터와 데이터트롤과 같은 다른 회사들이 수익을 압박하기 시작하면서 약화되기 시작했다. 그러나 이 시장에서의 손실은 케이블 텔레비전의 대규모 확장으로 인해 가려졌으며, 케이블 텔레비전은 빠르게 회사 주요 수익 센터로 자리 잡았다. 1982년 10월에는 300개 이상의 케이블 TV 방송국에 헤드 엔드 시스템을 공급하는 1억 달러 계약을 따냈다.
1980년대 중반 내내 회사는 일련의 역경을 겪었다. 새로운 시장을 찾던 중, 1986년에 M/A-COM의 케이블 사업부를 인수했다. M/A-COM은 이전에 위성방송 신호의 스크램블링 및 디코딩을 위한 산업 표준 시스템인 VideoCipher II를 개발한 VideoCipher를 인수한 바 있었다. 이 제품은 판매되기까지 시간이 걸렸지만, 1987년에는 수요가 공급을 초과하는 상황을 보였다. 연말까지 총 매출은 11억 6천만 달러에 달했다. 이러한 성공은 단명했으며, 1990년까지 회사는 다시 적자를 기록하고 있었다.

### 럼즈펠드 시대
1990년 8월, 회사는 FLGI 홀딩에 의해 16억 달러의 우호적 차입 매수로 인수되었다. 1990년 10월, 그들은 히키를 도널드 럼즈펠드로 교체할 것이라고 발표했다. 그는 간접비를 줄이기 위해 여러 사업부를 매각했다. 회사는 이후 떠오르는 고선명 텔레비전(HDTV) 시장에 대규모 투자를 시작했다. 운영을 계속하기 위해 그들은 주로 본사에서 많은 직원을 해고했다. 1992년에는 HDTV 시스템을 시연하고 10만 대의 압축기 계약을 따냈다. 이로 인해 럼즈펠드는 1993년 기업공개를 시작했으며, 그 후 8월에 회사를 떠났다.

### 해체
HDTV 시장은 한동안 회사를 안정시켰지만, 1990년대 중반에는 다른 경쟁사들이 다시 회사의 수익을 잠식하고 있었다. 1997년 회사는 제너럴 반도체(전력 일렉트로닉스), 콤스코프(케이블 인프라), 넥스트레벨 시스템즈(케이블 및 위성 시스템)의 세 부분으로 분할되었다. 넥스트레벨은 1998년 2월에 GI 이름을 인수했다.
"새로운" GI Corporation은 2000년 1월 모토로라에 170억 달러에 인수되어 새로운 광대역 통신 부문(BCS)이 되었다. 몇 달 후 제니스 네트워크 시스템즈 인수와 함께. 커넥티드 홈 솔루션이라고 불린 후 2007년 홈 앤 네트워크스 모빌리티로 이름이 변경되었다. 2011년 1월 4일 모토로라가 분할될 때 이 부문은 모토로라 모빌리티의 일부가 되었다. 2012년 12월 19일, ARRIS는 구글로부터 모토로라 모빌리티의 홈 사업부(이전 GI 회사)를 현금과 주식으로 23억 5천만 달러에 인수할 것이라고 발표했다. 인수는 2013년 4월 17일에 완료되었다.
2018년 11월 8일, 콤스코프는 부채 상환을 포함하여 74억 달러 규모의 현금 거래로 ARRIS를 인수할 것이라고 발표했다. 이 인수는 1997년 분할되었던 이전 제너럴 인스트루먼트 회사 중 두 곳을 다시 합치게 된다.

## 비디오사이퍼 사업부

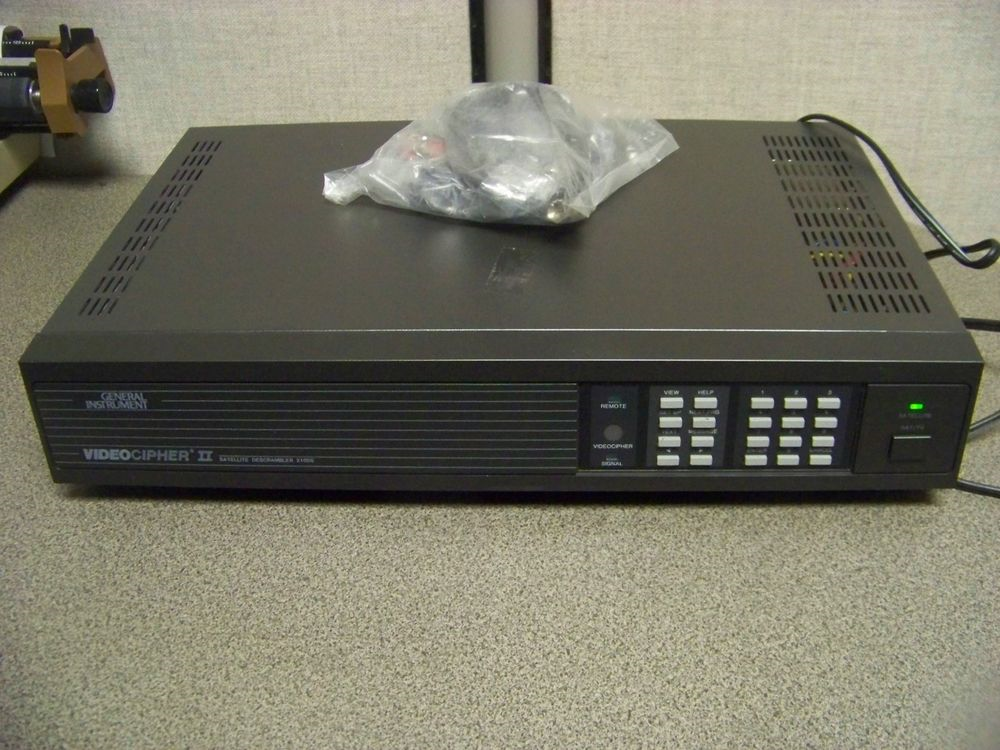
비디오사이퍼 II 위성 디스크램블러

제너럴 인스트루먼트는 오래된 C 및 Ku 밴드 위성용 수신기를 생산했다. 또한 비디오사이퍼 장치와 디지털 장비도 생산했다. 4DTV는 무료 및 암호화된 아날로그 및 디지털 위성 구독 채널을 수신하는 시스템이었다. 또한 대화형 가이드도 포함되어 있었다. 제품 라인은 다음과 같다.
- 2700 시리즈: 온스크린 디스플레이, C/Ku 전환, 디지털 사운드, 모델 번호가 증가함에 따라 위성 메모리 증가.
- 2600 시리즈: 2400과 유사하지만 온스크린 디스플레이가 있음.
- 2400/2500 시리즈: 온스크린 디스플레이 없음: 모든 것은 리모컨과 전면 패널에서 제어됨. 두 개의 영숫자 디스플레이는 현재 위성과 트랜스폰더를 나타냄. 접시 모터를 사용하려면 GI 2000PS가 필요함. 비디오사이퍼 채널에서 디지털 스테레오 오디오 사용 가능, C/Ku 호환. 2400은 1990년대 초 Rural Cable에서 리브랜딩되어 갤럭시 5를 향하는 고정 C 밴드 접시와 함께 판매됨.
- 350 Regular: 별도의 접시 이동기(일부는 고정 G5 위성을 가짐)가 있는 간단한 수신기.
- 350i Super: 광범위한 온스크린 디스플레이, 50개 위성(외부 스위치 포함 C 또는 Ku), 디지털 사운드.
- 450i/550i/650i: 광범위한 온스크린 디스플레이, C/Ku 사전 프로그래밍된 위성, 디지털 사운드, 추가 기능.
- 4DTV: 대화형 프로그램 가이드, 두 개의 즐겨찾기 목록, C/Ku 밴드, 기타 여러 기능.
- InfoCipher 1500P: X*Press X*Change와 같은 단방향 데이터 서비스에 사용되는 초기 위성 모뎀.

## 아메리칸 토탈라이저 코퍼레이션/AmTote
아메리칸 토탈라이저는 제너럴 인스트루먼트 코퍼레이션의 사업부였다. 경마 산업용 토트 보드를 제조했다. 현재는 경마장 운영업체인 마그나 엔터테인먼트 코퍼레이션이 소유하고 있다.

## 해저 연구소 (Harris ASW)
매사추세츠주 웨스트우드에 위치한 제너럴 인스트루먼트 코퍼레이션의 사업부인 해저 연구소(Underseas Lab)는 해저 지도를 작성하는 데 사용되는 다중 빔 소나를 발명하고 제조했다. 이 연구소는 채널 테크놀로지스에 인수되었으며 현재는 L-3 커뮤니케이션즈가 소유하고 있다.

## 제로이드
제로이드는 1948년부터 1990년대 초반까지 활동한 GI의 원래 케이블 TV 브랜드였다. 1993년경, GI는 제품 라인에서 Jerrold 이름을 삭제했다. Jerrold 브랜드는 케이블 비지원 세트와 프리미엄 유료 서비스를 사용하는 케이블 지원 세트 모두에 사용되는 주소 지정 가능 및 비주소 지정 가능 케이블 TV 컨버터 박스에서 두드러졌다. "Jerrold"는 1971년에 펜실베이니아의 40대 주지사가 된 회사 설립자 밀턴 제로이드 샤프의 중간 이름이다. 샤프의 본명은 밀턴 샤피로였다.

## GI 마이크로일렉트로닉스
GI 마이크로일렉트로닉스는 LSI 회로 제조업체이자 MOS 기술 및 전기적으로 변경 가능한 ROM (EAROM)의 선구자였으며, 기성품 및 맞춤형 회로를 모두 생산했다. GI는 1987년 이 사업부를 마이크로칩 테크놀로지로 분사했다.
1980년 그들의 제품 카탈로그에는 다음이 포함되었다.
- 16비트 마이크로프로세서: CP1600 및 1610, 16비트 CPU, GIMINI TV-게임 세트 및 마텔의 인텔리비전에 사용됨
- 8비트 마이크로컨트롤러: PIC1650, NMOS 칩. 이 칩의 CMOS 버전은 오늘날의 PIC 마이크로컨트롤러의 기반이다.
- ROM
- EAROM
- 통신 칩

다른 제품으로는 유명한 AY-3-8910/11/12/14 시리즈 사운드 칩, AY-3-85xx, 86xx, 87xx 시리즈 게임 칩 및 단일 칩 음성 합성기인 SP0256 Narrator가 있었다. SP0256의 한 버전은 마텔의 인텔리보이스에 등장했다. 인기 있는 SP0256-AL2 변형은 내장된 이음 세트와 함께 제공되었다.
1965년, 프랭크 완라스는 뉴욕의 제너럴 인스트루먼트 마이크로일렉트로닉스 사업부로 옮겼다. 완라스와 다른 GI 엔지니어들은 산업 전반에 걸쳐 4상 논리를 홍보했다. 제너럴 인스트루먼트 마이크로일렉트로닉스 사업부의 MOS 운영 관리자 J. L. Seely 또한 1967년 후반에 4상 논리에 대해 썼다.

## 같이 보기
- GTE 메인스트리트
- 제너럴 인스트루먼트 (동음이의)
- 모리스 창